# Križ na Vidovoj gori
Križ na Vidovoj gori je monumentalni križ na najvišem vrhu otoka Brača i svih jadranskih otoka. Podignut je 1998. godine. S postamentom je visine 12 metara. Monumentalni križ Kristu Otkupitelju izrađen je od bračkog bijelog mramora. Nadomjestio je srušeni križ iz 1934. godine. Dvjestotinjak metara dalje su vidikovac, konoba i televizijski repetitor Vidova gora ka istoku, zatim ostatci ilirske gradine i ruševina romaničke crkvice sv. Vida iz 13. stoljeća.